# Фјоли (Терамо)
Фјоли (итал. Fioli) је насеље у Италији у округу Терамо, региону Абруцо.
Према процени из 2011. у насељу је живело 85 становника. Насеље се налази на надморској висини од 1007 м.